# Blepharocaris
Blepharocaris is een geslacht van kreeftachtigen uit de klasse van de Malacostraca (hogere kreeftachtigen).

## Soort
- Blepharocaris panglao Mitsuhashi & Chan, 2007